# Drug Addicts
Drug Addicts è un singolo del rapper statunitense Lil Pump, pubblicato il 6 luglio 2018.

## Tracce
1. Drug Addicts – 2:55